# 信神星
信神星（118 Peitho）是第118颗被人类发现的小行星，于1872年3月15日发现。信神星的直径为41.7千米，质量为7.6×1016千克，公转周期为1389.411天。
信神星以希臘神話的信仰女神佩托命名。